# Ptychomitrium fauriei
Ptychomitrium fauriei là một loài rêu trong họ Ptychomitriaceae. Loài này được Besch. mô tả khoa học đầu tiên năm 1898.